# Josep Casademont i Bassó
Josep Casademont i Bassó   (Rellinars, 18 d'octubre de 1957 - Barcelona, gener 2017) fou un pilot de trial català que destacà en competicions estatals a finals de la dècada del 1970 i començaments de la del 1980. El 1977 fou subcampió d'Espanya de trial Júnior darrere de Toni Gorgot, tots dos amb OSSA, i el 1978 guanyà, amb Montesa, el Campionat d'Espanya Sènior. Conegut familiarment com a Pepitu, Casademont era nascut a Rellinars, el poble del multi-campió del món de trial Jordi Tarrés. Quan aquest era petit, acompanyava sovint el seu germà gran, Francesc, mentre s'entrenava per la rodalia amb el seu amic Casademont.
Pepitu Casademont es va morir de forma sobtada a començaments del 2017, poc després de començar-se a trobar malament mentre anava en moto per Barcelona.

## Palmarès
Font:
| Any  | Motocicleta | C. d'Espanya |
| ---- | ----------- | ------------ |
| 1977 | OSSA        | 2n Júnior    |
| 1978 | Montesa     | 1r Sènior    |
| 1979 | Montesa     | 28è          |
| 1980 | Montesa     | 13è          |
| 1981 | Montesa     | 10è          |
| 1982 | Bultaco     | 16è          |
| 1983 | Bultaco?    | 30è          |